# Lester B. Pearson Award
De Lester B. Pearson Award wordt ieder jaar uitgereikt aan de beste ijshockeyspeler van het seizoen in de National Hockey League. Het verschil met de Hart Memorial Trophy is, dat de Pearson Awardwinnaar wordt gekozen door de National Hockey League Players Association, de spelersbond.
De bokaal is vernoemd naar Lester Bowles Pearson, een oud-premier van Canada. Pearson is Nobelprijswinnaar (voor de vrede) en was een oud-ijshockeyspeler en -coach. De prijs wordt uitgereikt vanaf het jaar 1971, toen Phil Esposito werd uitgeroepen tot de beste speler volgens de NHLPA.
Wayne Gretzky heeft de prijs vijf keer gewonnen en is daarmee recordhouder. Er zijn weinig verschillen met de Hart Memorial Trophy: vanaf 1990 zijn er maar vier. In 2000 won Jaromir Jagr de Pearson Award, Chris Pronger won de Hart Memorial Trophy. In 2002 won Jarome Iginla de Pearson en José Théodore de Hart en in 2003 won Markus Näslund de Pearson en Peter Forsberg de Hart. In 2006 won Joe Thornton de Hart en Jaromir Jagr de Pearson Award. 
Sinds het seizoen 2009/10 heet de prijs de Ted Lindsay Award. Ted Lindsey is een Hall of Famer van de Detroit Red Wings, die bekend stond om zijn techniek, volhardenheid, leiderschap en zijn rol in het opzetten van de originele spelersbond.
| C | Center | D | Defence | RW | Right Wing | LW | Left Wing | G | Goaltender |

| Seizoen | Winnaar                    | Team                | Positie | Win |
| ------- | -------------------------- | ------------------- | ------- | --- |
| 1970-71 | Phil Esposito              | Boston Bruins       | C       | 1   |
| 1971-72 | Jean Ratelle               | New York Rangers    | C       | 1   |
| 1972-73 | Phil Esposito              | Boston Bruins       | C       | 2   |
| 1973-74 | Bobby Clarke               | Philadelphia Flyers | C       | 1   |
| 1974-75 | Bobby Orr                  | Boston Bruins       | D       | 1   |
| 1975-76 | Guy Lafleur                | Montreal Canadiens  | RW      | 1   |
| 1976-77 | Guy Lafleur                | Montreal Canadiens  | RW      | 2   |
| 1977-78 | Guy Lafleur                | Montreal Canadiens  | RW      | 3   |
| 1978-79 | Marcel Dionne              | Los Angeles Kings   | C       | 1   |
| 1979-80 | Marcel Dionne              | Los Angeles Kings   | C       | 2   |
| 1980-81 | Mike Liut                  | St. Louis Blues     | G       | 1   |
| 1981-82 | Wayne Gretzky              | Edmonton Oilers     | C       | 1   |
| 1982-83 | Wayne Gretzky              | Edmonton Oilers     | C       | 2   |
| 1983-84 | Wayne Gretzky              | Edmonton Oilers     | C       | 3   |
| 1984-85 | Wayne Gretzky              | Edmonton Oilers     | C       | 4   |
| 1985-86 | Mario Lemieux              | Pittsburgh Penguins | C       | 1   |
| 1986-87 | Wayne Gretzky              | Edmonton Oilers     | C       | 5   |
| 1987-88 | Mario Lemieux              | Pittsburgh Penguins | C       | 2   |
| 1988-89 | Steve Yzerman              | Detroit Red Wings   | C       | 1   |
| 1989-90 | Mark Messier               | Edmonton Oilers     | C       | 1   |
| 1990-91 | Brett Hull                 | St. Louis Blues     | RW      | 1   |
| 1991-92 | Mark Messier               | New York Rangers    | C       | 2   |
| 1992-93 | Mario Lemieux              | Pittsburgh Penguins | C       | 3   |
| 1993-94 | Sergei Fedorov             | Detroit Red Wings   | C       | 1   |
| 1994-95 | Eric Lindros               | Philadelphia Flyers | C       | 1   |
| 1995-96 | Mario Lemieux              | Pittsburgh Penguins | C       | 4   |
| 1996-97 | Dominik Hašek              | Buffalo Sabres      | G       | 1   |
| 1997-98 | Dominik Hašek              | Buffalo Sabres      | G       | 2   |
| 1998-99 | Jaromir Jagr               | Pittsburgh Penguins | RW      | 1   |
| 1999-00 | Jaromir Jagr               | Pittsburgh Penguins | RW      | 2   |
| 2000-01 | Joe Sakic                  | Colorado Avalanche  | C       | 1   |
| 2001-02 | Jarome Iginla              | Calgary Flames      | RW      | 1   |
| 2002-03 | Markus Naslund             | Vancouver Canucks   | LW      | 1   |
| 2003-04 | Martin St. Louis           | Tampa Bay Lightning | RW      | 1   |
| 2004-05 | Geen prijs vanwege staking | -                   | -       | -   |
| 2005-06 | Jaromir Jagr               | New York Rangers    | RW      | 3   |
| 2006-07 | Sidney Crosby              | Pittsburgh Penguins | C       | 1   |
| 2007-08 | Alexander Ovechkin         | Washington Capitals | LW      | 1   |
| 2008-09 | Alexander Ovechkin         | Washington Capitals | LW      | 2   |
| 2009-10 | Alexander Ovechkin         | Washington Capitals | LW      | 3   |
| 2010-11 | Daniel Sedin               | Vancouver Canucks   | LW      | 1   |
| 2011-12 | Evgeni Malkin              | Pittsburgh Penguins | C       | 1   |
| 2012-13 | Sidney Crosby              | Pittsburgh Penguins | C       | 2   |
| 2013-14 | Sidney Crosby              | Pittsburgh Penguins | C       | 3   |
| 2014-15 | Carey Price                | Montreal Canadiens  | G       | 1   |
| 2015-16 | Patrick Kane               | Chicago Blackhawks  | RW      | 1   |
| 2016-17 | Connor McDavid             | Edmonton Oilers     | C       | 1   |
| 2017-18 | Connor McDavid             | Edmonton Oilers     | C       | 2   |

## Overzicht winnaars
| Naam               | Gewonnen |
| Wayne Gretzky      | 5        |
| Mario Lemieux      | 4        |
| Guy Lafleur        | 3        |
| Jaromir Jagr       | 3        |
| Alexander Ovechkin | 3        |
| Sidney Crosby      | 3        |

Eastern Conference
Western Conference
Stanley Cup · Clarence S. Campbell Bowl · Prince of Wales Trophy · Presidents' Trophy · Hart Memorial Trophy · Lester B. Pearson Award · Conn Smythe Trophy · Art Ross Memorial Trophy · Maurice Richard Trophy · Calder Memorial Trophy · James Norris Memorial Trophy · Frank J. Selke Trophy · NHL plus/minus Award · Bill Masterton Memorial Trophy · Lady Byng Memorial Trophy · King Clancy Memorial Trophy · Mark Messier Leadership Award · Vezina Trophy · Roger Crozier Saving Grace Award · William M. Jennings Trophy · Jack Adams Award · Lester Patrick Trophy